# Výbor dobré vůle – Nadace Olgy Havlové
Výbor dobré vůle – Nadace Olgy Havlové je česká nadace založená Olgou Havlovou (1933–1996), první manželkou Václava Havla, prezidenta České republiky (tehdy ještě Československa) počátkem roku 1990 v tradici Výboru na obranu nespravedlivě stíhaných a Charty 77.

## Zakladatelé VDV
Zakládajícími členy a členkami Výboru dobré vůle v roce 1990 byli: Olga Havlová, Otka Bednářová, Věra Čáslavská, Diana Phipps Sternbergová, Ivan Douda, Jan Kašpar, Marcela Klenerová, Gaba Langošová, Klement Lukeš a Martina Vondrová; funkcí tajemnice byla pověřena Olga Stankovičová.

## Charakteristika VDV
Posláním Výboru dobré vůle – Nadace Olgy Havlové je pomáhat lidem, kteří se pro svůj nepříznivý zdravotní a sociální stav těžko včleňují do společnosti a nemohou se bez pomoci druhých sami o sebe postarat. Svým působením se nadace snaží o rozvoj duchovních hodnot, vzdělání, ochranu lidských práv a všeobecně uznávaných humanitárních hodnot.

## Původní prohlášení VDV
- Působit na morální vědomí společnosti, upozorňovat na nedostatky v sociální politice státu a na nedostatky v práci sociálních, zdravotnických, školských a jiných institucí[8]
- napomáhat organizačně i finančně podle svých možností v konkrétních případech, kterých se nemůže ujmout žádná jiná organizace nebo zařízení[8]
- podporovat a brát v ochranu nově vznikající humanitární projekty.[8]

Výbor dobré vůle – Nadace Olgy Havlové realizuje projekty v oblasti sociální, zdravotnické a vzdělávací. Nadace každoročně uděluje Cenu Olgy Havlové a podílí se na programech podpory a ochrany lidských práv. Finanční a věcné dary nadace získává od domácích a zahraničních dárců; ve formě grantů, dědictví, výnosů vlastního jmění a benefičních akcí.

## Cíle VDV
- podpora sociálních služeb, které pomáhají lidem ohroženým sociálním vyloučením k získání důstojného místa ve společnosti;[2]
- podpora spolků a charitativních institucí, jež poskytují sociální služby opuštěným a zdravotně postiženým dětem, bezdomovcům, ženám v tísni, seniorům, lidem s následky nemocí a úrazů a které pomáhají mírnit bolest nemocných a stojí při nich i ve chvílích umírání;[2]
- realizace programů na podporu vzdělávání handicapovaných dětí;[2]
- udělování Cen Olgy Havlové osobnostem, které se i přes svůj zdravotní handicap angažují pro druhé;[2]
- ochrana humanistických hodnot a vzdělanosti ve společnosti tak, jak si to přála zakladatelka VDV Olga Havlová;[2]
- podpora nestátních neziskových organizací při jejich úsilí o zdokonalení legislativy, která přispívá k rozvoji sociálních a zdravotně sociálních služeb a k dodržování lidských práv.[2]

## Členství VDV
Výbor dobré vůle – Nadace Olgy Havlové je členem:
- Koalice za snadné dárcovství - sdružení pro podporu individuálního fundraisingu v neziskovém sektoru

## Historie
Výbor dobré vůle byl registrován ministerstvem vnitra dne 12. dubna 1990. Dne 23. září 1992 se Výbor dobré vůle transformoval do Nadace Olgy Havlové. Od toho okamžiku organizace používá složený název Výbor dobré vůle  - Nadace Olgy Havlové.
Organizace se řídí následujícími principy:
- Odborný přístup při posuzování žádostí,
- účelné využití každého nadačního příspěvku,
- pohotové poskytování pomoci a
- udržování kontaktů s dárci i obdarovanými.

## Sesterské organizace
Vznik Výboru dobré vůle - Nadace Olgy Havlové podnítil skupiny českých krajanů v západních zemích k zakládání organizací na podporu jeho činnosti. Po roce 1990 tak vznikly sesterské organizace například v Rakousku, Spojeném království, Norsku, Švédsku, Švýcarsku, Nizozemí, USA, Kanadě, Francii a Německu. Všechny organizace měly statut dobročinných organizací ve své zemi, ale jejich finanční dary směřovaly na podporu programů Výboru dobré vůle. Většina aktivit (jako třeba klimatické pobyty dětí s oslabeným zdravím v Alpách) byla zaměřena na děti žijící v České republice, zpočátku ještě také ve Slovenské republice.
Po roce 2004, kdy se Česká republika stala členskou zemí Evropské unie, působily dále jen tyto sesterské organizace:
- Norská sesterská organizace (Jana Strømsnes z Bergenu) -  podpora vzdělávacích potřeb sociálně handicapovaných dětí v ČR;[10]
- Asociace Olgy Havlové, švýcarská pobočka (L´ Association Olga Havel, branche helvétique) – podpora vzdělání studentů se zdravotním nebo sociálním handicapem v ČR;[10]
- Canadian Czechoslovak Fund for Medicine and Rehabilitation - podpora vybraných projektů na pomoc dospělým lidem s mentálním postižením a romským dětem;[10]
- Deutsche Freunde und Förderer der Olga Havel Stiftung, e. V. – podpora tzv. přeshraničních sociálních a vzdělávacích projektů v ČR.[10]

## Programy a projekty
Výbor dobré vůle – Nadace Olgy Havlové (VDV) poskytuje v rámci svých programů a projektů nadační příspěvky jednotlivcům i organizacím. Zaměřuje se na různé cílové skupiny, od dětí až po seniory:
- Pomáhá dětem se zdravotním handicapem k lepší integraci do společnosti;
- umožňuje dětem z dětských domovů trávit prázdniny u moře nebo učit se anglický jazyk na jazykových kurzech ve Spojeném království;
- poskytuje stipendia nadaným studentům se zdravotním nebo sociálním znevýhodněním;
- podporuje vysokoškoláky na technických oborech;
- pomáhá astmatickým dětem a dětem s dětskou mozkovou obrnou;
- podporuje projekty nestátních neziskových organizací, které poskytují služby sociálně vyloučeným lidem s cílem jejich začlenění do společnosti;[6]
- poskytuje pomoc občanským sdružením a charitativním institucím, které nabízí občanům z nejstarší generace aktivní způsob života, lidsky důstojné prožívání stáří i závěr života v hospicích.

Již od roku 1995 oceňuje VDV ty, kteří navzdory svému vlastnímu handicapu pomáhají lidem kolem sebe – uděluje Cenu Olgy Havlové. Od roku 2014 oceňuje VDV (v rámci fotografické soutěže Czech Press Photo) fotografie zachycující specifické podmínky života osob s postižením v kategorii nazvané „Můj život s handicapem“. VDV je také partnerskou charitativní organizací běžecké soutěže Run Czech. (Výtěžek získaný díky běžcům používá na nákup zdravotnických a kompenzačních pomůcek.) Dále je VDV (za Českou republiku) koordinátorem rozsáhlého projektu Salzburg Medical Seminars International, jehož náplní je postgraduální vzdělávání určené pro lékaře ze střední a východní Evropy.
Veřejnosti připomíná VDV svoji zakladatelku putovní výstavou fotografií Olga Havlová a Výbor dobré vůle, která od roku 2010 hostuje v muzeích, knihovnách, zámcích a jiných výstavních prostorách České republiky, Slovenska a Polska.

## Časopis
Od roku 2009 vydává VDV pro dárce a své partnery časopis s názvem „Dobré zprávy“. Časopis je primárně vydáván v elektronické formě (některá čísla jsou vydávána též v tištěné podobě, ale jsou deklarovaná jako „neprodejná“) a vychází čtyřikrát do roka. Každé číslo je věnováno nějakému ústřednímu tématu.  V pravidelných rubrikách zde VDV informuje o svých aktivitách, aktivitách pořádaných sesterskými organizacemi nebo o událostech a dění, které souvisí s osobností Olgy Havlové či jejího muže Václava Havla.

## Třicáté výročí založení VDV
V roce 2020 uplynulo 30 let od založení Výboru dobré vůle - Nadace Olgy Havlové. Souhrnná bilance činností a vynaložených finančních prostředků za tuto dobu je následující:
- VDV rozdělil nadační příspěvky v celkové výši 791,8 milionu korun[13] a pomohl více než 30 tisícům jednotlivců či neziskových organizací;[12]
- ozdravných pobytů (určených pro severočeské děti s chronickým onemocněním dýchacích cest) se zúčastnilo více než 23 tisíc dětí;
- pro více než 150 lékařů z České a Slovenské republiky zprostředkoval VDV dvouměsíční stáže v USA, Kanadě a Francii;
- 1 144 lékařům všech oborů umožnil zúčastnit se špičkových lékařských seminářů v Rakousku a
- VDV pomohl více než 11 700 dětem z dětských domovů strávit prázdniny v Chorvatsku.[12]
- Zde je přehled aktivit a prostředků (v celkovém objemu přes 35,5 milionu korun), které nadace realizovala prostřednictvím Fondu vzdělání – společného projektu VDV a ČSOB:[12]
  - 604 studentů se zdravotním nebo sociálním handicapem obdrželo víceletá stipendia a
  - jednorázový příspěvek na studijní pomůcky, školné, kurzy apod. dostalo celkem 593 dalších studentů.[12]
- Během hodnoceného období (30 let) se VDV angažoval dvakrát v souvislosti se záplavami:[12]
  - Po povodních v roce 1997 přispěl na obnovu veřejných budov a domácností ve 31 moravských obcích a
  - po povodních v roce 2002 pomohl při odstraňování následků záplav v 55 případech.[12]
- Pro VDV pořádá (od roku 1995) Advokátní kancelář Kocián Šolc Balaštík Benefiční koncerty dobré vůle, na kterých se vybralo (během hodnoceného období) celkem 24,6 milionu korun.[12]
- Cenu Olgy Havlové (do roku 2020) udělil VDV celkem 25 osobnostem, které se i přes svůj zdravotní handicap angažují v pomoci ostatním znevýhodněným.[12]
- Činnost VDV během sledovaného období podpořilo 13 zahraničních sesterských organizací ve Francii, Švýcarsku (2 sesterské organizace), Dánsku, Nizozemsku (2 sesterské organizace), Rakousku, Kanadě, Německu, Norsku, Švédsku, Velké Británii a USA.[12]

### Grantové programy
Cesty k integraci
Program integrace dětí a dospělých se zdravotním postižením do běžného života. Běží již od roku 1990 a jeho těžištěm je pomoc jednotlivcům se zdravotním postižením při nákupu zdravotnických a kompenzačních pomůcek, které nejsou plně hrazeny zdravotními pojišťovnami. Součástí programu je podpora těch organizací poskytujících terénní, ambulantní nebo pobytové služby lidem se zdravotním postižením.
Senior
Program podporující organizace, jež poskytují seniorům terénní služby s tím, že senioři mohou zůstat ve svém známém prostředí navzdory tomu, že se snížila jejich soběstačnost. Součástí tohoto programu byly i nadační příspěvky určené na vzdělávání personálu domovů pro seniory a domovů se zvláštním režimem. Cílem bylo zlepšit podmínky života klientů v pobytových zařízeních, podpořit výuku aktivizačních programů a přispět na vybavení zdravotnickými pomůckami či zdravotnickým materiálem.
Paliativní péče
Podpora projektů pomáhajících odstraňovat nebo zmírňovat utrpení umírajících při současném zachování jejich důstojnosti i v závěrečných fázích života. VDV soustřeďuje svoji pozornost na posílení profesionálního rozvoje pracovníků v neziskových nestátních organizacích, které působí ve sféře paliativní a hospicové péče. Nadační prostředky jsou také určeny na vzdělávání personálu jakož i na pořízení zdravotnického vybavení poskytovatelům sociálních služeb.
Obyčejný život
Program zaměřený na pomoc a podporu lidem, kteří jsou ohroženi sociálním vyloučením. VDV podporuje neziskové organizace, které se starají o romskou mládež, chudé rodiny s dětmi, rodiče samoživitele, osoby propuštěné z výkonu trestu a všechny, kdo i přes svoji usilovnou snahu mají jen malou šanci na normální „obyčejný život“.
Nejdřív střecha
Projekt pomoci lidem, kteří ztratili bydlení. Umožňuje jim dostat až dva měsíce bydlení zdarma v noclehárnách či azylových domech. Souběžně poskytovaná pomoc odborníků umožní těmto lidem nalézt trvalé bydlení, vyřídit chybějící doklady, požádat o sociální dávky jakož i nalézt zaměstnání. 
Fond pomoci dětem s DMO
Od roku 2015 finančně přispívá VDV na neurorehabilitaci dětí s dětskou mozkovou obrnou (DMO). Speciální pohybová terapie (neurorehabilitace) zlepšuje prokazatelně psychomotorický vývoj, celkový rozvoj a zdraví dětí s DMO, ale není plně hrazena zdravotními pojišťovnami.
Sasakawa Asthma Fund
Nadace Sasakawa Asthma Fund (později přejmenovaná na The Nippon Foundation) založila fond pomoci astmatickým a alergickým dětem v roce 1993. Výnosy z tohoto fondu jsou rozdělovány (v grantovém řízení) těm organizacím, které poskytují preventivní služby a ozdravné pobyty, dále pak nemocnicím (na vybavení alergologických oddělení) a sanatoriím, kde děti s astmatem či alergií pobývají.
Fond vzdělání
Program je zaměřen na zlepšení přístupu znevýhodněných mladých lidí ke vzdělání a to poskytováním stipendií nadaným studentům se zdravotním postižením, ze sociálně slabých rodin jakož i studentům z dětských domovů. Podmínkou získání stipendia je dobrý prospěch a úspěšné zvládnutí přijímacího pohovoru.
Letní jazyková škola
Projekt je zaměřený na výuku angličtiny (v zahraničí) pro studenty z dětských domovů a z pěstounských rodin. Tyto studijní pobyty se  konají na jazykových školách ve Velké Británii (Londýn, Leeds, Manchester, Eastbourne, Harrogate).
Stipendia Nikoly Tesly
Od roku 2015 (díky podpoře Nadace ČEZ) realizuje VDV program stipendijní podpory nadaných vysokoškolských studentů technických oborů. Cílovou skupinou jsou studenti ze sociálně slabých rodin, z dětských domovů nebo studenti se zdravotním handicapem.

### Projekty
Salzburg Medical Seminars
Od roku 2000 zajišťuje VDV účast českých lékařů na Salcburských lékařských seminářích (Salzburg Medical Seminars). Tyto semináře pořádá nadace The American Australian Foundation v rámci programu Open Medical Institut.
Zdraví a životní styl
Přednášky určené široké veřejnosti (s tematikou zdraví a životního stylu) v Městské knihovně v Praze VDV realizuje od roku 2013 (v návaznosti na Salzburg Medical Seminars).
Sport pro charitu
Cílem projektu je zapojení sportovců do charitativních sbírek. VDV pořádá vlastní Běh dobré vůle Nadace Olgy Havlové a připojuje s k dalším závodům pořádaných partnerskými organizacemi (projekt ČSOB Na zdraví a Team Blue, Jizerská 50, triatlonové závody PálavaRace a DoksyRace, liberecký charitativní běh Běžím, co můžu – pomůžu, Nadace ČEZ: Pomáhej pohybem, charitativní závod dračích lodí pořádaný Rotary Club Prague International).
Cena Olgy Havlové
VDV každoročně uděluje Cenu Olgy Havlové určenou osobnosti, která se přes své zdravotním znevýhodnění významně angažuje v práci pro druhé.
Zlatá ulička č. 19
Pod záštitou VDV působí v domku č.p. 19 ve Zlaté uličce na Pražském hradě prodejní galerie výrobků z dílen, kde pracují lidé se zdravotním postižením. Tento projekt vznikl v roce 1995 a v průběhu let tak zvyšoval povědomí tuzemských i zahraničních návštěvníků Pražského hradu o VDV.
Časopis Dobré zprávy
Tento čtvrtletník byl založen v roce 2008 a jeho cílem je informovat dárce a partnery VDV o projektech nadace.
Cena VDV na Czech Press Photo
Od roku 2013 VDV uděluje záštitu nad kategorií Můj život s handicapem v rámci fotografické soutěže Czech Press Photo. Cena je určena pro autora fotografie (nebo série fotografií), které zachycují specifické životní podmínky osob se smyslovým, pohybovým nebo mentálním postižením.
Výstava fotografií Olga Havlová a Výbor dobré vůle
Putovní výstava byla poprvé zpřístupněna veřejnosti v roce 2010 v pražské Lucerně a pokračuje ve svém putování po městech v České republice i za jejími hranicemi (Slovensko, Polsko, Francie, Litva).